# Seo In-guk
Seo In-guk (* 23. Oktober 1987 in Ulsan, Südkorea) ist ein südkoreanischer Sänger und Schauspieler.

## Leben
Seo In-guk träumte seit dem Alter von zehn Jahren davon Sänger zu werden. Seine ersten Erfahrungen als Sänger sammelte er bei Familienfeiern und bei Schulveranstaltungen. Er studierte Angewandte Musik an der Daebul University. 2009 gewann er die Castingshow Superstar K des Fernsehsenders Mnet. Sein erstes Mini-Album Calling You erreichte sofort die Chartspitze der Onlinecharts. 2012 debütierte er im Jukebox-Musical Gwanghwamun Love Song als Musical-Darsteller. Nach mehreren Auftritten in Fernsehserien spielte er 2013 im südkoreanischen Kinofilm No Breathing mit. Neben mehreren koreanischsprachigen Mini-Alben und Singles veröffentlichte er 2013 auch eine japanischsprachige Single mit dem Titel Fly away.

## Diskografie

### Koreanisch
EPs
- 2009: Calling You (애기야)
- 2010: Just Beginning
- 2010: My Baby U (애기야)
- 2012: Perfect Fit

Digitale Singles
- 2009: Run to me (달려와)
- 2010: Take
- 2011: Broken
- 2011: Shake It Up
- 2011: Love Again
- 2013: I Can’t Live Because of You (너 땜에 못 살아) (feat. Verbal Jint)
- 2013: With Laughter or with Tears (웃다 울다)

O.S.T.
- 2012: Fate (Like a Fool) (Love Rain OST Part 2)
- 2012: All For You (Reply 1997 Love Story Part 1) Jung Eun-ji
- 2012: Just the Way We Love (우리 사랑 이대로) (Reply 1997 Love Story Part 2) Jung Eun-ji

### Japanisch
Singles
- 2013: Fly away

## Filmografie

### Fernsehserien
- 2012: KBS2 „Love Rain“ (사랑비)
- 2012: tvN „Reply 1997“ (응답하라 1997!)
- 2012–2013: MBC „Rascal Sons“ (아들 녀석들)
- 2013: tvN „Reply 1994“ (응답하라 1994)
- 2013: SBS „The Sun of My Master“ (주군의 태양)
- 2014: Dramacube „Another Parting/Some kind of Goodbye“ (어떤 안녕)
- 2014: tvN „King of Highschool Life Conduct“ (고교처세왕)
- 2014–2015: KBS2 „The King’s Face“ (왕의 얼굴)
- 2015: KBS2 „I Remember You/Hello Monster“ (너를 기억해)
- 2016: OCN „38 Task Force“ (사기 동대)
- 2016: MCV „Shopping King Louis“ (쇼핑왕 루이)
- 2018: The Smile Has Left Your Eyes (하늘에서 내리는 일억개의 별)
- 2019: Abyss
- 2021: Doom at Your Service (어느 날 우리집 현관으로 멸망이 들어왔다)
- 2022: Soundtrack #1 (사운드트랙 #1)
- 2022: Café Minamdang (미남당)
- 2023–2024: Spiel des Todes (이재, 곧 죽습니다)

### Filme
- 2013: No Breathing (노브레싱)
- 2014: Wild Dog (들개)
- 2022: Project Wolf Hunting Neukdaesanyang